# عائق هجين
عائق الهجين (الاسم العلمي: Delphinium hybridum) هو نوع من الناباتات من جنس العائق.
(Violdelphin) وهو الأنثوسيانين، وهو نوع من الصبغات النباتية , وجدت في الزهور الزرقاء من الديلقنيوم  كما أنه يحتوي على جليكوسيدات الفلافون والكرومنس.